# Nina Kennedy
Nina Kennedy (Busselton, 5 de abril de 1997) es una deportista australiana que compite en atletismo, especialista en la prueba de salto con pértiga.
Participó en dos Juegos Olímpicos de Verano, en los años 2020 y 2024, obteniendo una medalla de oro en París 2024, en la prueba de salto con pértiga. Ganó dos medallas en el Campeonato Mundial de Atletismo, en los años 2022 y 2023.
En 2025 fue condecorada con la Medalla de la Orden de Australia (OAM).
Estudió Ciencias de la Conducta en la Universidad de Notre Dame Australia.

## Palmarés internacional
| Juegos Olímpicos   | Juegos Olímpicos        | Juegos Olímpicos  | Juegos Olímpicos  |
| Año                | Lugar                   | Medalla           | Prueba            |
| ------------------ | ----------------------- | ----------------- | ----------------- |
| 2024               | París (Francia)         | Medalla de oro    | Salto con pértiga |
| Campeonato Mundial |                         |                   |                   |
| Año                | Lugar                   | Medalla           | Prueba            |
| 2022               | Eugene (Estados Unidos) | Medalla de bronce | Salto con pértiga |
| 2023               | Budapest (Hungría)      | Medalla de oro    | Salto con pértiga |